# Runway 27, Left
Runway 27, Left ist das Blues-Projekt des ehemaligen Trans Am/Sun Luca/Run Riot-Bassisten Erich „Weissfeder“ Brandl und des My-Other-Brother-Sängers Anthony „Tone“ Kammerhofer aus Wien in Österreich. Die beiden Musiker (Erich – Gitarre, Bass, Chorgesang und Tone – Gesang, Gitarre) besinnen sich dabei auf die Wurzeln des Rock und Pop und nennen ihren Stil „In-Blues Entertainment“.

## Werdegang
Nach über 80 Konzerten in den Jahren 2011 bis 2015 in Deutschland, Österreich und der Schweiz wurde das erste Album des Akustik-Blues-Duos Runway 27, Left namens „Weekend Warriors“ im März 2012 auf deren Label „Weissfeder Records“ veröffentlicht. Der Vorbote ihres ersten Albums – die nur für Radio bestimmte Single „Flawed & Flattened“ – hatte bereits Radioeinsätze im UK, den USA, Spanien, den Niederlanden, Australien, Deutschland, Österreich und Mazedonien.
Im April und Mai 2012 gab es schließlich die ersten, kurzen Gastdarbietungen des Duos auf Einladung lokaler Künstler in Memphis, Tennessee und New Orleans, Louisiana. Schon im Februar 2013 kehrten Runway 27, Left nach Memphis, Tennessee, zurück, um die ersten Songs für ihr zukünftiges zweites Album im historischen Sun Studio aufzunehmen. Der zweite Teil des Albums wurde im September 2013 in der Tonbrauerei in Berlin aufgezeichnet (Veröffentlichung: Januar 2014). Im Januar 2016 wurden Runway 27, Left mit dem Akademia Music Awards for Best Blues Song für „Tex-Mex Food & Texas Blues“ ausgezeichnet.
Weitere Höhepunkte der Jahre 2016 und 2017 waren die ersten Konzerte von Runway 27, Left im Vereinigten Königreich und Auftritte auf größeren Open Airs im Südwesten Deutschlands und in Österreich. Das dritte Album – teilweise in Wales (Vereinigtes Königreich) und in Österreich aufgenommen – mit dem Titel „Triple Story“ wurde im April 2018 veröffentlicht.
Das vierte Album des Projekts, „Runway 27, Left And Friends“, wurde schließlich im Juni 2023 veröffentlicht, die rein digital verfügbare EP „Have A Look“ im Dezember 2024. 

## Diskografie
- Weekend Warriors; Weissfeder Records, 2012
- Friends And Catfish; Weissfeder Records, 2014
- Triple Story; Weissfeder Records, 2018
- Runway 27, Left And Friends; Weissfeder Records, 2023
- Have A Look; Weissfeder Records, 2024